# Онагр (метательная машина)

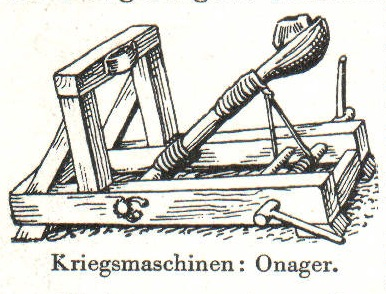
Рисунок онагра из немецкого справочника 1932 года

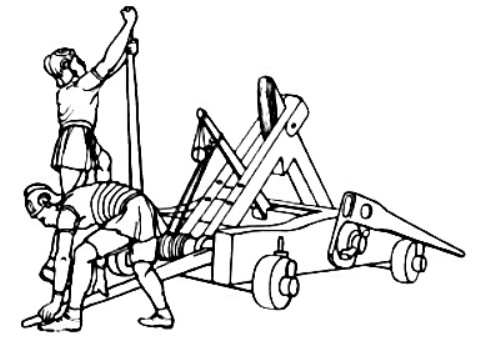
Изображение онагра с пращой на конце метательного рычага

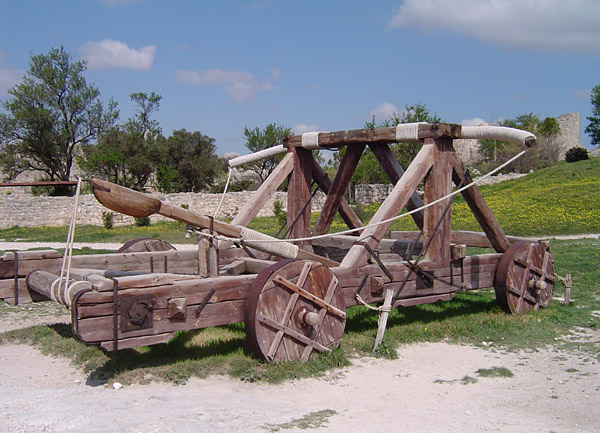
Современная реконструкция онагра.

Она́гр (лат. onagres — «дикий осёл»; др.-греч. όναγρος) — позднеримская метательная машина торсионного типа, имеющая много общего с катапультой.

## Конструкция онагра
Онагр представляет собой упрощённый вариант катапульты с одним плечом для метания камней различной величины. Метательный рычаг приводится в действие торсионом из скрученных жил или волос животных. На другом конце рычага крепится праща, которая увеличивает начальную скорость снарядов, или чаша для их стабилизации перед пуском. Первые упоминания об онагре появляются с IV века, однако археологические находки отдельных металлических частей позволяют отнести его появления к III веку. Описание конструкции машины дал позднеримский офицер и историк Аммиан Марцеллин (IV в.):

«Скорпион, который в настоящее время называют онагром (дикий осёл), имеет такую форму. Вытёсывают два бревна из обыкновенного или каменного дуба и слегка закругляют, так что они подымаются горбом; затем их скрепляют наподобие козлов для пиления и пробуравливают на обеих сторонах большие дыры; через них пропускают крепкие канаты, которые дают скрепу машине, чтобы она не разошлась. В середине этих канатов воздымается в косом направлении деревянный стержень наподобие дышла. Прикреплённые к нему веревки так его держат, что он может подниматься наверх и опускаться вниз. К его верхушке приделаны железные крючки, на которых вешается пеньковая или железная праща. Под этим деревянным сооружением устраивается толстая подстилка, набитый искрошенной соломой тюфяк, хорошо укреплённый и положенный на груду дёрна или на помост, сложенный из кирпича. Если же поместить эту машину прямо на каменной стене, то она расшатает все, что находится под нею не из-за своей тяжести, но от сильного сотрясения. Когда дело доходит до боя, в пращу кладут круглый камень, и четыре человека по обеим сторонам машины быстро вращают навойни, на которых закреплены канаты, и отгибают назад стержень, приводя его почти в горизонтальное положение. Стоящий наверху машины командир орудия выбивает тогда сильным ударом железного молота ключ, который удерживает все связи машины. Освобожденный быстрым толчком стержень отклоняется вперед и, встретив отпор в эластичном тюфяке, выбрасывает камень, который может сокрушить все, что попадется на его пути.

Эта машина называется tormentum, потому что напряжение достигается закручиванием (torquere),— скорпионом, потому что она имеет торчащее вверх жало; новейшее время дало ей ещё название онагра, потому что дикие ослы, будучи преследуемы на охоте, брыкаясь назад, мечут такие камни, что пробивают ими {283} грудь своих преследователей или, пробив кости черепа, размозжают голову.»

## Применение в бою

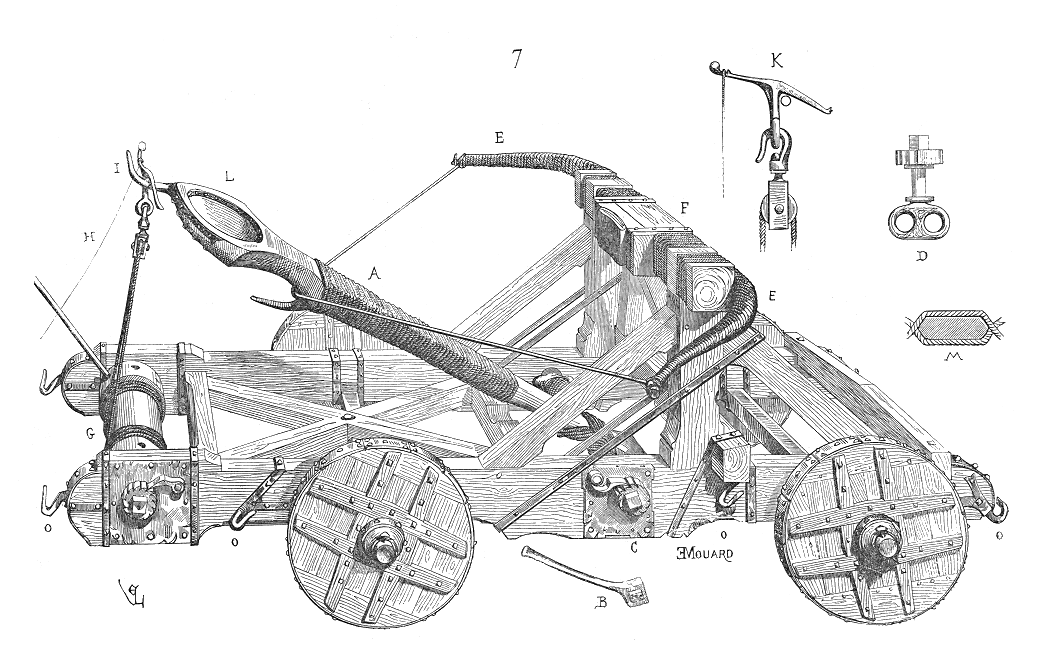
Рисунок онагра из книги 1856 г.

Исходя из метода метания при помощи пращи, можно сделать вывод, что траектория полёта снаряда была скорее настильная, чем навесная. Таким образом онагры использовались при обороне крепостей или возможно как аналог орудия прямой наводки в полевом бою, но при осаде крепостей требовались уже катапульты, стреляющие с высоким углом возвышения. Современник Марцеллина, древнеримский автор Вегеций отметил, что онагры состояли на штатном вооружении легиона в количестве 10 штук, и для их транспортировки требовались быки.
Известно, что из онагров метали как камни, так и бочки с зажигательной смесью.
О тактическом применении онагров (или скорпионов) рассказал Марцеллин, описывая оборону римлянами восточной крепости Амиды от персов в 359 году:

Мы решили против тех четырёх баллист [установленных на осадных башнях] выставить скорпионы. Перенеся их с другого места, мы принялись со всей тщательностью за их установку, что требует большого искусства […] Из железных пращей скорпионов с зубцов стены полетели круглые камни на башни неприятеля; ими разбиты были скрепы башен, и катапульты вместе со своей прислугой полетели вниз, так что одни погибли от падения, даже не будучи ранены, другие нашли смерть под обрушившимися на них обломками.

## Современные реконструкции
Старшеклассники одной из американских школ в 1970-е годы сделали мощный онагр, дав ему имя «Император». Толщина торсиона, свитого из альпинистских верёвок, составляла около 30 см, длина метательного рычага из ясеня была 6,4 м; праща, вероятно  не использовалась при опытных стрельбах.

Камень весом в 9 кг полетел на 148 м, 34-кг камень на 87 м, и 175-кг валун упал сразу за машиной, не разрушив её выстрелом.